# Depew (Oklahoma)
Depew és un poble dels Estats Units a l'estat d'Oklahoma. Segons el cens del 2000 tenia 564 habitants.

## Demografia
Segons el cens del 2000, Depew tenia 564 habitants, 213 habitatges, i 145 famílies. La densitat de població era de 544,4 habitants per km².
Dels 213 habitatges en un 38% hi vivien nens de menys de 18 anys, en un 50,2% hi vivien parelles casades, en un 13,1% dones solteres, i en un 31,5% no eren unitats familiars. En el 29,6% dels habitatges hi vivien persones soles el 15% de les quals corresponia a persones de 65 anys o més que vivien soles. El nombre mitjà de persones vivint en cada habitatge era de 2,65 i el nombre mitjà de persones que vivien en cada família era de 3,32.
Per edats la població es repartia de la següent manera: un 31% tenia menys de 18 anys, un 9,2% entre 18 i 24, un 27,3% entre 25 i 44, un 18,1% de 45 a 60 i un 14,4% 65 anys o més.
L'edat mediana era de 33 anys. Per cada 100 dones de 18 o més anys hi havia 86,1 homes.
La renda mediana per habitatge era de 25.536 $ i la renda mediana per família de 29.250 $. Els homes tenien una renda mediana de 23.438 $ mentre que les dones 18.542 $. La renda per capita de la població era de 10.868 $. Entorn del 19,2% de les famílies i el 22,4% de la població estaven per davall del llindar de pobresa.

## Poblacions més properes
El següent diagrama mostra les poblacions més properes.